# Guigneville
Guigneville település Franciaországban, Loiret megyében. Lakosainak száma 541 fő (2022. január 1.). Guigneville Morville-en-Beauce, Charmont-en-Beauce, Engenville, Greneville-en-Beauce, Intville-la-Guétard és Pithiviers-le-Vieil községekkel határos.

## Népesség
A település népességének változása:
| Lakosok száma | 315  | 423  | 409  | 498  | 533  | 534  | 529  | 524  | 525  | 541  |
|               | 1968 | 1982 | 1990 | 2006 | 2013 | 2015 | 2017 | 2019 | 2020 | 2022 |